# 자존심
자존심(自尊心)은 심리학으로 자기에 대해 일반화된 긍정적인 태도이다. 남으로부터 자신을 보호하며, 자신의 품위를 유지하는 것. 자만(自慢) 등과도 비슷한 의미로 사용되지만, 자존심은 사회심리학의 자기의 개념과 관련하여 고양 또는 유지하려고 하는 태도를 말한다.

## 같이 보기
- 자아존중감
- 나르시시즘